# Bayonne (New Jersey)
Bayonne is een plaats (city) in de Amerikaanse staat New Jersey, en valt bestuurlijk gezien onder Hudson County.

## Demografie
Bij de volkstelling in 2000 werd het aantal inwoners vastgesteld op 61.842.
In 2006 is het aantal inwoners door het United States Census Bureau geschat op 58.844, een daling van 2998 (-4,8%). In 2010 kende Bayonne opnieuw een stijging tot 63.024 inwoners. Dat aantal was tien jaar later in 2020 weer gestegen tot 71.686.

## Geografie
Volgens het United States Census Bureau beslaat de plaats een oppervlakte van
29,2 km², waarvan 14,6 km² land en 14,6 km² water.

## Geboren
- Herman Kahn (1922-1983), futuroloog
- Victor Stenger (1935-2014), deeltjesfysicus, filosoof, auteur en skepticus
- Mark Shera (1949), acteur
- Zakk Wylde (1967), gitarist
- Tammy Blanchard (1976), actrice
- Frank Langella (1938), acteur
- Sandra Dee (1942-2005), actrice
- George R.R. Martin (1948), schrijver

## Plaatsen in de nabije omgeving
De onderstaande figuur toont nabijgelegen plaatsen in een straal van 12 km rond Bayonne.